# جيرو هيراتسوكا
جِرو هيراتسوكا (باليابانية: 平塚 次郎) (مواليد 2 ديسمبر 1979)، هو لاعب كرة قدم ياباني سابق كان يلعب كلاعب وسط.

## وصلات خارجية
- جيرو هيراتسوكا على موقع رابطة كرة القدم اليابانية للمحترفين (اليابانية)
- جيرو هيراتسوكا على موقع عالم كرة القدم.نت (الإنجليزية)